# Arthur M. Chickering
Arthur Merton Chickering, född den 23 mars 1887 i Danville, Vermont, död den 24 maj 1974 i Keene, New Hampshire, var en amerikansk araknolog och entomolog. Mellan 1937 och 1972 beskrev han 14 släkten och 342 arter, nästan alla av dem från Centralamerika inklusive Västindien.
Auktorsnamnet Chickering kan användas för Arthur M. Chickering i samband med ett vetenskapligt namn inom zoologin; se Wikipedia-artiklar som länkar till auktorsnamnet.